# Droits LGBT en Eswatini
Les droits LGBT ne sont pas reconnus en Eswatini. Selon un groupe de défense des personnes LGBT du pays « il n'existe aucune législation reconnaissant les personnes LGBT ou protégeant le droit à une orientation et à une identité de genre non hétérosexuelle et, par conséquent, [les personnes LGBT] ne peuvent pas parler ouvertement de leur orientation ou de leur identité de genre par crainte du rejet et de la discrimination ». L'homosexualité est illégale en Eswatini, bien que cette loi ne soit pas appliquée dans la pratique. Selon le rapport de 2021 Human Rights Practices Report du département d'État américain « Il n'y a jamais eu de poursuites ou d'arrestation en raison de relations sexuelles consenties entre personnes de même sexe. ».face à des comportements discriminants, au harcèlement et parfois même de la violence. Pour cette raison la plupart ne font pas de coming out et restent cachés, ou déménagent en Afrique du Sud. Les personnes LGBTIQ+ font face également à un taux élevé d'infection par le HIV, l'Eswatini a le taux de prévalence de VIH en Eswatini (en) le plus élevé au monde, avec 27% de la population infectée.
Malgré tout, l'Eswatini est bien plus tolérant sur les questions LGBTIQ+ que la plupart des pays africains.
La première marche des fiertés du pays s'est déroulée en juin 2018,.

## Lois concernant les relations sexuelles
La sodomie est un crime en vertu de la section 252(1) de la constitution du royaume d'Eswatini, dérivant des principes et règles du Droit romano-néerlandais, appliqués en Estwani depuis le 22 février 1907. Ces règles et principes sont toujours en vigueur depuis le 6 septembre 1968, jour de l'indépendance de l'eswatini et appliqués sous le nom de  common law of Eswatini (« common d'Eswatini »). Les infractions au titre de cette loi sont passibles de la peine de mort ou d'une peine moins lourde à la discrétion du tribunal,.
Dès le milieu du XXème siècle, la sodomie en Afrique du Sud est définie par ses tribunaux comme étant des
« unlawful and intentional sexual relations per anum between two human males. »
« relations anales sexuelles illégales et intentionnelles entre deux hommes. »
Cette définition étroite laissait de coté des relations résiduelles qualifiées de « relations sexuelles contre nature et prohibées », qualifiées d'infractions contre nature, incluant a minima des relations sexuelles entre hommes sans qu'il y ait pénétration anale, la common law n'étant pas claire sur ce point, et n'ayant apparemment jamais inclus les actes sexuels entre femmes. On ne sait pas si ces développement en Afrique du Sud ont eu une répercussion sur la common law d'Eswatini
L'association internationale Lesbian, Gay, Trans and Intersex (ILGA) affirme que la définition de la sodomie dans le pays est la même que celle de l'Afrique du Sud et que les actes sexuels entre personnes de même sexe sont légaux,,. La seule façon d'abroger la loi sur la sodomie du pays est de passer par les tribunaux. En juin 2019, après l'abrogation de la loi sur la sodomie du Botswana, un éditorial demande à l'Eswatini à faire de même. Cependant, l'éditorial note que les différences entre les deux pays - le Botswana étant une démocratie et l'Eswatini étant une monarchie absolue avec un très mauvais bilan en matière de droits de l'homme et où les partis politiques sont interdits - qu'il y a très peu de possibilités de discussion et de débat.
La loi sur la sodomie n'est en pratique pas appliquée. Le ministère de la justice a répété de nombreuses fois que sa politique n'est pas de poursuivre les relations sexuelles consenties entre personnes de même sexe. Les groupes de défense des droits LGBTIQ+ se sont toutefois montrés critiques de cette approche affirmant que  
« To us, it sounds like holding a gun and saying your policy is not to shoot »
« Pour nous cela sonne comme tenir un revolver et affirmer que ta politique n'est pas de tirer »
À la suite du rejet de la loi anti-sodomie au Botswana en juin 2019, un éditorial du site web de droits humains Swazi Media Commentary, republié dans AllAfrica, a lancé un appel à l'Estwani pour en faire autant. L'éditorial note toutefois que les différences entre les deux pays, le Botswana étant une démocratie alors que l'Estwani est une monarchie absolue ne laissaient pas présumer favorablement d'un tel changement en Estwani. L'auteur, Richard Rooney a pointé que l'Eswatini dispose d'un standard peu élevé en matière de droits humains, et les partis politiques sont interdits. En conséquence, il est d'avis qu'il y a peu de chance qu'il y ai des débats et des discussions comme au Botswanna. Le monarque du royaume a la réputaiton d'être fortement opposé à l'abrogation de la loi anti sodomie, il a été rapporté qu'il a décrit l'homosexualité comme étant « satanique »,,,. Comme le monarque doit obligatoirement autoriser toutes les lois passées par le parlement avant qu'elles ne soient appliquées, les tribunaux seront sans doute le lieu le plus approprié pour l'abrogation de la loi.

## Reconnaissance des relations entre personnes du même sexe
Il n'y a pas de reconnaissance légale des relations entre personnes du même sexe,.

## Adoption
Les couples homosexuels n'ont pas le droit d'adopter des enfants. À contrario, les parents adoptifs hétérosexuels peuvent être célibataires, mariés ou divorcés

## Protections contre les discriminations
En 2012, le Ministre des affaires étrangères de l'Estwani (en) Mgwagwa Gamedze a rejeté l'appel du groupe de travail des  Nations unies pour les questions LGBTIQ+ d'établir des lois visant à protéger les personnes LGBTIQ+. Gamedze a affirmé que si peu de personnes gaies résidaient en Estwani que cela ne valait pas tout le travail à mettre en œuvre.